# 夙沙氏
夙沙氏，又稱宿沙氏，上古氏族之一，居於青州沿海一带。大庭氏之末世。炎帝時叛不用命，箕文諫而殺之，炎帝退而脩德，夙沙之民，自攻其君，而歸炎帝。春秋時期有寺人夙沙衞。

## 名稱
傳說在上古时代，當地有一位聪明能干的氏族首領—夙沙氏，他膂力过人，每一次外出打猎都能夠捕获到很多獵物。
有一次，夙沙氏在海邊煮魚，用陶罐打好海水正用火煮的時候，夙沙氏離開去了捕獵野猪，久去不回，因此令陶罐內的海水被熬干，當夙沙氏回到海邊時，發現陶罐內的底部有一層白色的细末，而那些白色的细末就是从海水中熬出来的海盐。